# Барзаву
Барзаву (ранее Барзаку) — селение в административном районе Билабанд Лерикского района Азербайджана, на территории историко-географической области Талыш (Талышистан). Население села составляют талыши.  

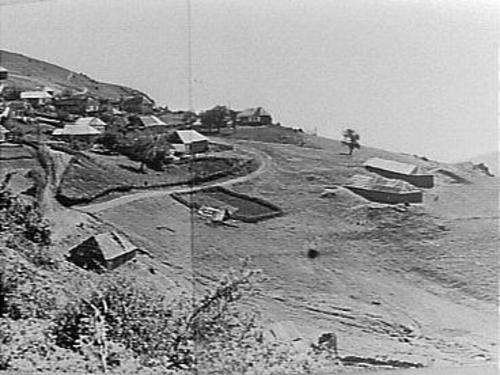
Барзаву в 1970-х

## История
Деревня находится на левом берегу реки Гянджаву, на склоне горы Барзаву, имеет холмистую местность недалеко от иранской границы. Получила свое имя от названия горы.
Известно как родное село Ширали Муслимова, талышского пастуха, который, как полагают некоторые, был самым старым человеком на земле. Несмотря на то, что у него не было свидетельства о рождении, дата рождения, указанная в его паспорте, была 1805 год, и если это правда, то ему было 168 лет, когда он умер в 1973 году. Область был изучена экспертами, которые согласились с тем, что здесь необычно много долгожителей.

## Этнический состав
По данным списков населённых мест Бакинской губернии от 1870 года, составленных по сведения камерального описания губернии с 1859 по 1864 гг., в селении Барзаву при реке Зувант Ленкоранского уезда было 12 дворов с населением 47 человек, состоящее из талышей-шиитов.
Согласно сборника сведений о Кавказе под редакцией Н. Зейдлица 1879 года, в селе Барзаву было 11 дворов с населением 56 человек, народность — талыши, по вере — мусульмане-шииты.
По сборнику сведений по Бакинской губернии 1911 года село Барзаву имело 13 дворов с населением 151 человек, по национальности — талыши. Барзаву находилось в Джангамиранском обществе, Зувандского полицейского участка, Ленкоранского уезда.
А согласно Кавказского календаря на 1915 год в селе Барзаву проживало 126 человек, по народности — талыши.

## Численность населения
На 2009 год численность населения деревни Барзаву составляет — 724 человека.